# Mindaugas Sabutis
Mindaugas Sabutis (* 26. August 1975 in Tauragė) ist ein litauischer evangelisch-lutherischer Geistlicher. Seit 2004 ist er Bischof der Evangelisch-Lutherischen Kirche in Litauen.

## Leben
Nach dem Abitur 1993 an der 2. Mittelschule Tauragė studierte Sabutis evangelische Theologie an der Klaipėdos universitetas in der litauischen Hafenstadt Klaipėda. 1996 wurde er Diakon in Jurbarkas. Nach seiner Ordination am 3. Juli 1998 übernahm er eine Pfarrstelle in der litauischen Hauptstadt Vilnius. Von 1999 bis 2001 absolvierte er das Masterstudium der Religionswissenschaft an der Vilniaus universitetas. Seit 2000 ist Sabutis Mitglied des Konsistoriums der Evangelisch-Lutherischen Kirche in Litauen. Am 24. April 2004 wurde er zum Bischof gewählt und am 19. Juli in sein Amt eingeführt, das er neben der Tätigkeit als Gemeindepfarrer ausübt. Am 12. Juli 2014 wurde er durch Wiederwahl in seinem Amt bestätigt.
Seit 2005 promoviert Sabutis als Doktorand an der Klaipėdos universitetas, wo er auch doziert.
Sabutis ist Präsident des in Tauragė in Litauen gegründeten Martin-Luther-Bunds – Litauen.

## Privates
Mindaugas Sabutis ist verheiratet und hat drei Kinder. 
Sein Cousin ist linker Politiker Eugenijus Sabutis (* 1975), seit 2020 Seimas-Mitglied, ehemaliger Bürgermeister der Rajongemeinde Jonava.

## Ehrung
- 2009: Ehrendoktorwürde des Concordia Theological Seminary, Lutheran Church – Missouri Synod (Fort Wayne, Indiana)